# Teshie
Teshie – miasto w Ghanie; w regionie Wielka Akra, leży w granicach metropolii Akra; 154 tys. mieszkańców (2006); przemysł spożywczy, włókienniczy.